# Kraftwerk Wölfersheim
Das Kraftwerk Wölfersheim war ein Braunkohlekraftwerk im hessischen Wölfersheim. Es wurde 1913 durch das Großherzogtum Hessen erbaut, um die in den umliegenden Gruben geförderte Braunkohle zur Stromerzeugung zu nutzen. In den Jahren 1927 bis 1929 wurde es durch die Braunkohlen-Schwel-Kraftwerk Hessen-Frankfurt AG (HEFRAG) in ein kombiniertes Kraft- und Schwelwerk umgebaut und produzierte somit diverse Erzeugnisse für die chemische Industrie. Das alte Werk wurde 1954 aufgrund des Wegfalls der Hauptabnehmer in der sowjetischen Besatzungszone bzw. der DDR stillgelegt und von der PreußenElektra durch ein neues Kraftwerk östlich des bisherigen Standorts ersetzt, das im Laufe der Jahre immer weiter ausgebaut wurde.
Mit dem Rückgang der Braunkohleförderung im Wetterauer Revier wurde das Kraftwerk am 30. September 1991 stillgelegt und bis Mitte der 1990er Jahre vollständig abgerissen. Heute erinnern nur noch die Reste der Kühlwasserverregnung im Wölfersheimer See und das noch in Betrieb befindliche 110-kV-Umspannwerk an den einstigen Kraftwerksstandort.

## Geschichte

### Das Überlandwerk Oberhessen (1913–1927)
Die erste Braunkohle wurde in der Wetterau bereits Anfang des 19. Jahrhunderts abgebaut. Belegt ist der erste Abbau von Braunkohle für das Jahr 1804 in Ossenheim unter Reichsgraf Volrath zu Solms-Rödelheim. Trotz ihres vergleichsweise schlechten Brennwerts diente die Wetterauer Braunkohle mangels Alternativen über 100 Jahre lang fast ausschließlich als Heizmaterial: Bedingt durch den Mangel an Brennholz in der waldarmen Wetterau wurden die oberflächennahen Vorkommen vorwiegend als Hausbrand, also der Verfeuerung in Privathaushalten und lokalem Kleingewerbe, genutzt. In Bad Nauheim und Bad Salzhausen fand die Wetterauer Kohle auch als Brennmaterial beim Salzsieden Verwendung. Später fokussierte man sich auf den Abbau unter Tage, also im Bergwerk.
Mit der einsetzenden Elektrifizierung Anfang des 20. Jahrhunderts wurden die Kohlevorkommen für die Verstromung interessant. Anfang 1911 schloss das Großherzogtum Hessen mit seiner Provinz Oberhessen einen Vertrag ab. Darin verpflichtete sich das Großherzogtum, ein Kraftwerk in Oberhessen zu errichten und elektrische Energie an die Provinz zu liefern. Die Provinz Oberhessen hingegen verpflichtete sich, das hierfür benötigte Netz an Fernleitungen aufzubauen. Zunächst sollte die Elektrizitätsversorgung die Kreise Büdingen und Friedberg sowie Teile der Kreise Gießen und Schotten umfassen. Gleichzeitig sollte in den betreffenden Orten eine elektrische Straßenbeleuchtung eingerichtet werden.
Als Initiator des Vertrags gilt der bayerische Ingenieur Richard von Stadler. Dieser studierte, inspiriert durch die Internationale Elektrotechnische Ausstellung 1891 in Frankfurt am Main, an der Technischen Hochschule Darmstadt Elektrotechnik und wurde zum Bauleiter des oberhessischen Braunkohlekraftwerks ernannt. Am 1. April 1912 begann schließlich der Bau des Kraftwerks östlich der Bahnstrecke Friedberg–Mücke. Nach einem Jahr Bauzeit ging 1913 das Werk in Betrieb, damals das erste Kraftwerk im Großherzogtum Hessen überhaupt. Die Leistung der beiden Maschinensätze betrug 2,6 MW, ein für heutige Verhältnisse bescheidener Wert. Umgehend wurden 15 Gemeinden im unmittelbaren Umfeld des Werks mit dem dort generierten elektrischen Strom versorgt. Die ersten Orte in Oberhessen, in denen elektrisches Licht brannte, waren Södel und Dorheim. Zur Versorgung des Kraftwerkes wurden in Weckesheim und Gettenau mehrere untertägige Gruben neu erschlossen.
Nach Fertigstellung des Kraftwerks wurde Stadler Direktor des Energieversorgungsunternehmens, das zunächst nur als „Elektrische Überlandanlage“ bezeichnet wurde. Mit fortschreitender Elektrifizierung der Wetterau reichte die Kohleverstromung für eine stetige Elektrizitätsversorgung nicht mehr aus. Der oberhessische Provinziallandtag beschloss daher 1921 den Bau eines zweiten Kraftwerks. Basierend auf Plänen des großherzoglich-hessischen Landtagsabgeordneten Karl Weber aus den Jahren 1903 und 1904 wurde ein Pumpspeicherwerk an der Nidder bei Lißberg in Angriff genommen. Das Nidderkraftwerk ging am 16. Juni 1923 in Betrieb und speiste ins oberhessische Fernleitungsnetz ein. Im selben Jahr nannte sich die Überlandanlage in „Überlandwerk Oberhessen“ um.

### Das erste Umspannwerk
Schon 1925 bekam das Kraftwerk Wölfersheim einen Anschluss an das Hochspannungsnetz. Die im September 1923 durch den preußischen Staat gegründete „Preußische Kraftwerke Oberweser AG“ mit Sitz in Kassel legte ihren Fokus auf Beteiligungen an Kraftwerken und Überlandzentralen der preußischen Provinz Hessen-Nassau, im Wesentlichen der Gebiete zwischen Main und Weser. Hierzu schloss sie Stromlieferungsverträge mit den Stadtwerken Frankfurt, den Stadtwerken Gießen und dem Überlandwerk Oberhessen ab.
Die Preußische Kraftwerke Oberweser AG, deren Fernleitungsnetz seit Anfang der 1920er Jahre aus 60-kV-Leitungen bestand, errichtete daraufhin ihre erste 100-kV-Leitung. Diese führte vom Kraftwerk Borken über Gießen, Wölfersheim und Frankfurt am Main nach Dörnigheim, wo bereits ein 60-kV-Umspannwerk bestand. Der so entstandene Ringschluss ermöglichte zudem die Beseitigung von Kapazitätsengpässen auf der zuvor bestehenden, einkreisigen 60-kV-Leitung von Borken über Bad Hersfeld, Fulda und Wächtersbach nach Dörnigheim. Hierdurch wurde die Situation bei der Einspeisung des in den Mainstaustufen zwischen Aschaffenburg und Frankfurt erzeugten Stroms verbessert. In Betrieb genommen wurde die Fernleitung und damit auch das Wölfersheimer Umspannwerk im September 1925.
Die Main-Kraftwerke, die in Höchst am Main ein Steinkohlekraftwerk betrieben, schlossen mit dem hessischen Staat einen Vertrag über den Bezug von 4.000 kW elektrischer Leistung aus dem Kraftwerk Wölfersheim ab. Hierzu errichteten sie eine Leitungsverbindung zwischen dem Umspannwerk Wölfersheim und ihrem Umspannwerk in Oberursel. Diese ging Ende 1926 mit einer Spannung von zunächst 50 kV in Betrieb. Nach Abschluss des Demarkationsvertrags zwischen RWE und Preußenelektra über die Abgrenzung strittiger Liefergebiete übernahm das RWE als Muttergesellschaft der Mainkraftwerke Ende 1928 die Betriebsführung dieser Leitung und verlängerte sie bis zum Umspannwerk Kelsterbach, womit ein Anschluss an das 220-kV-Verbundsystem des RWE bestand.
Wie auch in Gießen war das Umspannwerk Wölfersheim als Innenraumanlage ausgeführt. Ausführendes Unternehmen beim Bau war der Schweizer Konzern Brown, Boveri & Cie. (BBC). Umgespannt wurde zwischen den Ebenen 5 kV und 100 kV, da das Kraftwerk Wölfersheim mit seinen mittlerweile drei Turbogeneratoren und 12,4 MW Leistung Drehstrom mit 5,25 kV Spannung erzeugte. Die Leistung der verbauten Transformatoren betrug 12,5 MVA. Auffällig war die Einführung der abgehenden 100-kV-Freileitungen (je zwei Systeme zum Umspannwerk Gießen und zum Umspannwerk Frankfurt): Auf dem Dach des Gebäudes befanden sich kleine Abspannportale, die Niederführung zur Schaltanlage geschah durch das Hallendach. Dort kamen die Systeme an und mündeten in die an der Wand verbauten Leistungsschalter. In einem Zwischengeschoss befanden sich die Trennschalter als optische Trennung. Die Sammelschienen waren knapp unterhalb der Decke als Kabel aufgehängt und waren zu beiden Seiten an der Wand mittels Isolatoren abgespannt.
Neben der Versorgung weiter entfernt liegender Gebiete diente das neue Umspannwerk der Preußischen Kraftwerke Oberweser AG auch der Reserve, um etwa bei einem Kraftwerksausfall trotzdem elektrischen Strom für den Eigenbedarf des Werks aufzubringen. Die bestehende Kraftwerksschaltanlage des Überlandwerks Oberhessen hingegen spannte zwischen 5 kV und 20 kV um.

### Das Schwelkraftwerk (1927–1954)

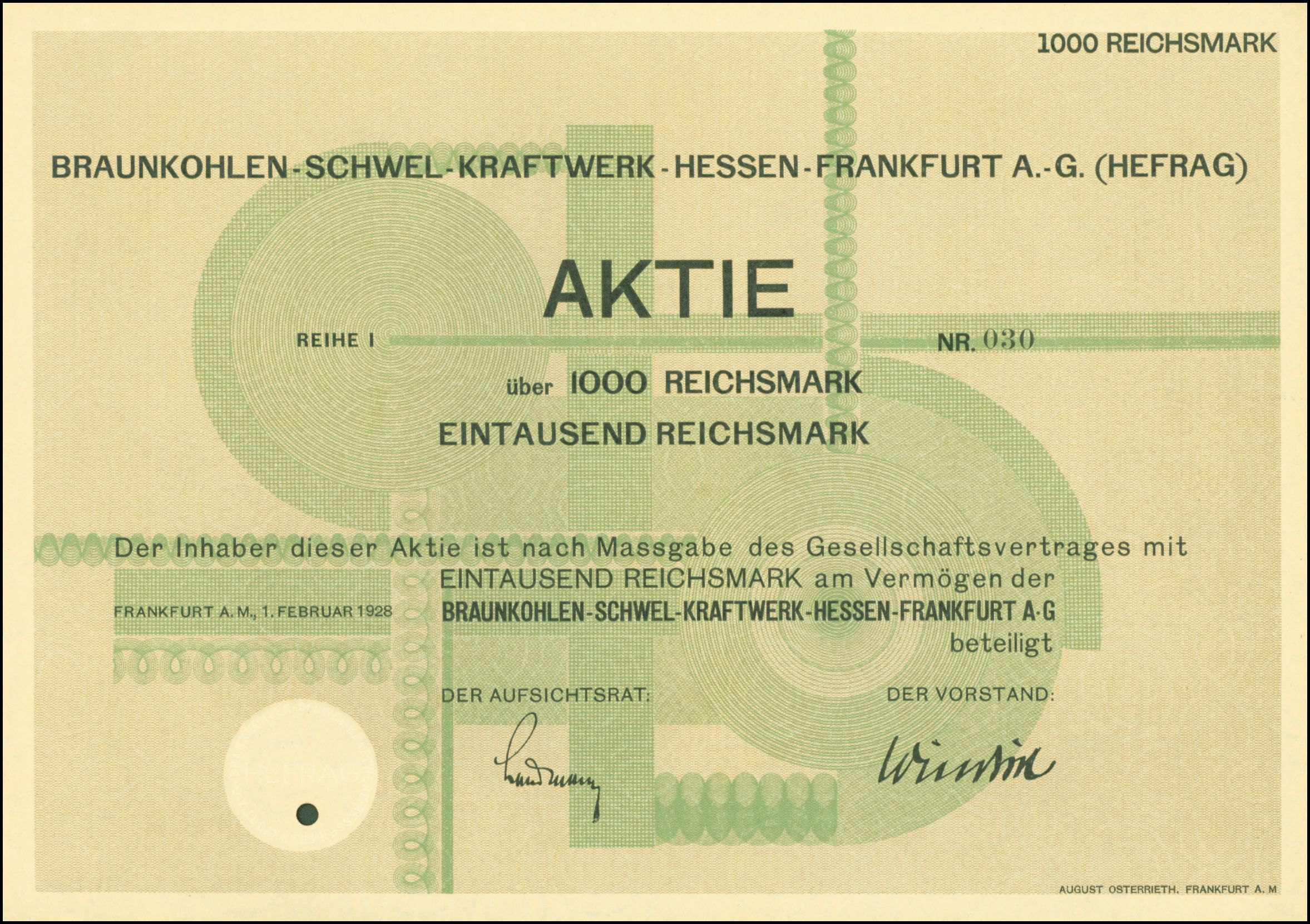
Aktie über 1000 RM der Braunkohlen-Schwel-Kraftwerk-Hessen-Frankfurt AG (HEFRAG) vom 1. Februar 1928

Im Oktober 1927 fusionierte die Preußische Kraftwerke Oberweser AG zusammen mit der Gewerkschaft Großkraftwerk Main-Weser AG und der Großkraftwerk Hannover AG zur Preußischen Elektrizitäts-Aktiengesellschaft, kurz Preußenelektra (spätere Schreibweise PreussenElektra). Dem voraus ging ein Demarkationsvertrag über die Abgrenzung des preußischen Interessensgebietes gegenüber dem des RWE, später auch dem der VIAG-Tochter Elektrowerke AG. Strategie der Preußenelektra war nun eine zentralisierte Stromerzeugung und -verteilung in großen Teilen des preußischen Staates, im Allgemeinen dem Gebiet zwischen Bremen und Frankfurt am Main.
Schon im März desselben Jahres plante die Stadt Frankfurt am Main, aufgrund des erhöhten Stromabsatzes in weitere Kraftwerke zu investieren. Die städtische Elektrizitätscentrale, die in das Stadtnetz und die 100-kV-Leitung der Preußischen Kraftwerke Oberweser einspeiste, reichte nicht mehr aus. Von Interesse erschienen der Stadt die Braunkohlevorkommen der nahen Wetterau, zumal das Überlandwerk Wölfersheim über die genannte 100-kV-Leitung auch elektrischen Strom ins Frankfurter Netz einspeiste. Der weitere Ausbau dieses Standorts sollte zusammen mit dem Aufbau einer Schwelerei geschehen. Am 18. Mai 1927 gründete die Stadt Frankfurt am Main zusammen mit dem Volksstaat Hessen die „Braunkohlen-Schwel-Kraftwerk Hessen-Frankfurt AG“, kurz HEFRAG. Nach der Preußenelektra-Gründung im Oktober 1927 trat dieses Unternehmen auf Basis des Stromlieferungsvertrags mit der Stadt Frankfurt in die Gesellschaft mit ein.
Noch 1927 begannen die Bauarbeiten für das neue kombinierte Kraft- und Schwelwerk am alten Standort des Überlandwerks. Gleichzeitig wurden in Trais-Horloff und Wölfersheim die ersten beiden Tagebaue erschlossen, mit denen die Kohleförderung neue Höhen erreichte. Weitere Tiefbaugruben wurden bei Melbach, Wohnbach, Heuchelheim und Trais-Horloff eingerichtet. Im März 1929 ging das Werk in einer ersten Ausbaustufe in Betrieb. Die Kosten wurde auf 23,6 Millionen Reichsmark geschätzt. Von den rund 220 Millionen kWh elektrischer Leistungsabgabe jährlich sollten 24 Millionen kWh für Frankfurt am Main reserviert werden. Man ging von einem Preis von 2,75 Pfennig pro Kilowattstunde aus. Bei einem vorgesehenen Betriebsbeginn im Oktober 1928 sollte der Bezug auf die nächsten 30 Jahre gesichert sein.
Schon im Oktober 1929 zog sich die Stadt Frankfurt aus der HEFRAG wieder zurück: Die Energieversorgung Frankfurts durch die HEFRAG über die bereits bestehende, 34 km lange 100-kV-Doppelfreileiung der Preußischen Kraftwerke Oberweser bzw. jetzt der Preußenelektra sah die Stadt als Ungleichverteilung innerhalb des Gemeinschaftsunternehmens zugunsten der Preußenelektra an. Ohnehin konnte aufgrund des verspäteten Fertigstellungstermins und der gestiegenen Kosten keine Stromlieferung zu den von der HEFRAG aufgestellten Bedingungen mehr eingerichtet werden. Die Preußenelektra übernahm zum 1. Januar 1930 im Tausch gegen eigene Aktien alle Anteile an der HEFRAG von der Stadt Frankfurt, kaufte den Aktienbesitz des Volksstaats Hessen in Höhe von 1,5 Milliarden RM und betrieb das Werk nun in alleiniger Regie.
Noch 1930 wurde das Schwelwerk erweitert. Der Großteil der dort produzierten Produkte (Schwelteer, Benzol, Mittel- und Leichtöl) ging per Eisenbahn-Kesselwagen zur Weiterverarbeitung an die mitteldeutsche Petrochemie-Industrie, insbesondere an die Leunawerke. Es erhielt außerdem eine weitere Umspannanlage für die Spannungsebene von 20 kV, die in das Netz des Überlandwerks Oberhessen einspeiste.

#### Im Zweiten Weltkrieg
Der erste größere Schaden durch Fliegerbomben entstand im September 1944, dabei wurden vier der Schwelöfen völlig zerstört und nicht wieder aufgebaut. Die Schwelerei wurde im Dezember 1944 mit 10 Öfen wieder in Betrieb genommen, ehe im März 1945 erneut eine Außerbetriebnahme aufgrund von Fliegerangriffen erfolgte. Nachdem die Stromerzeugung und -versorgung weitgehend aufrechterhalten werden konnte, ging das Schwelwerk erst ein Jahr nach Kriegsende, im April 1946 wieder in Betrieb. Jedoch war die Ausgangslage zu diesem Zeitpunkt sehr schlecht, da die Alliierten Anfangs die Verarbeitung von Schwelteer verboten hatten und schließlich der Hauptabnehmer, die Leunawerke in Merseburg aufgrund der langsamen Abriegelung der sowjetischen Besatzungszone wegfielen.
Zwischen Dezember 1946 und Februar 1949 war die HEFRAG im Besitz des hessischen Staates. Die ausbleibenden Schwelteerlieferungen machte die Verfeuerung der Produkte im eigenen Kraftwerk nötig. Nur für einen kurzen Zeitraum, von April 1950 bis Juni 1951, war der Export der Produkte an die Leunawerke über die mittlerweile entstandene Innerdeutsche Grenze in die DDR erlaubt. In der Preußenelektra-Jubiläumsschrift zum 25-jährigen Bestehen (1952) war bereits die Stilllegung des Schwelkraftwerks und der Neubau eines Braunkohlen-Höchstdruckkraftwerks am Standort beschlossen. Folglich wurde die Anlage 1954 schließlich komplett eingestellt.

### Das Heizkraftwerk (1954–1991)
Die nicht mehr ausführbaren Lieferungen an die mitteldeutsche Chemieindustrie machten die Produktion der Schwelprodukte unrentabel. Bevor das Schwelwerk geschlossen wurde, entschied sich die PreußenElektra stattdessen für einen weiteren Ausbau des Standorts Wölfersheim als Kraftwerk zur Stromerzeugung. Als Standort für das neue Werk wurde eine Fläche östlich des bestehenden Werks gefunden, die sich am Rand des alten Tagebaus Wölfersheim befand – hier wurde die Braunkohleförderung 1942 eingestellt und das Restloch flutete sich allmählich mit Grundwasser. Der so entstandene, 37 ha große Wölfersheimer See diente fortan als Reservoir für Kühlwasser.
Die Bauarbeiten am neuen Standort begannen 1953. Das zunächst zwei Blöcke umfassende neue Kraftwerk ging ein Jähr später, 1954, in Betrieb. Zusammen mit der Inbetriebnahme stellte das alte Kraft- und Schwelwerk seinen Betrieb endgültig ein.
Die beiden staubgefeuerten Blöcke (Block I und II) hatten eine elektrische Leistung von je 27 MW und speisten ins 110-kV-Netz ein. Beide Blöcke hatten darüber hinaus einen Anschluss an das normalspurige Netz der Deutschen Bundesbahn zum An- und Abtransport großer Bauteile, etwa der Dampfturbinen.
Ab 1960 entstand der dritte Block des neuen Kraftwerks. Nach rund zwei Jahren Bauzeit ging dieser am 28. August 1962 in Betrieb. Die Dimensionen bei diesem waren etwas größer als bei den vorhandenen beiden Blöcken von 1954, so wies er eine elektrische Leistung von 58 MW auf. Von nun an wurde einer der beiden alten Blöcke abwechselnd als Reserve gehalten und nicht im Regelbetrieb gefahren, sodass die größtmögliche Leistung von 112 MW in der Regel nicht genutzt wurde.
Die Braunkohleförderung im Tiefbau wurde aufgrund der durch den neuen Block benötigten größeren Mengen unrentabel, weshalb ab 1961 neue Tagebaue erschlossen wurden. Der erste Zug mit Kohle aus dem neuen Tagebau I traf am 2. Juli 1962 im Kraftwerk ein. Bis 1988 wurden zwischen Weckesheim und Trais-Horloff insgesamt sieben Felder erschlossen, die als Tagebaue I bis VII bezeichnet wurden. Beim Bau der Bundesautobahn 45 zwischen Gießen und Aschaffenburg zwischen 1974 und 1978 musste bei der Trassenführung auf die Braunkohlefelder Rücksicht genommen werden. Als Anfang der 1980er Jahre der Tagebau VI bei Reichelsheim neu erschlossen wurden, kam es mehrfach zu Vollsperrungen der Strecke, um die Großgeräte aus dem Tagebau IV bei Utphe über Land dorthin verlegen zu können.
Im Laufe der 1980er Jahre wurde der Braunkohleabbau aufgrund der zurückgehenden Vorräte langsam unrentabel. 1981 und 1984 wurde je einer der beiden alten Kraftwerksblöcke außer Betrieb genommen, sodass die Kohle nur noch im Block III verstromt wurde. Noch 1988 wurde bei Dorn-Assenheim der Tagebau VII neu erschlossen. Dort wurde 1991 auch die letzte Wetterauer Braunkohle gefördert: Der letzte Kohlezug traf am 30. September 1991 im Kraftwerk ein. Bis Ende Oktober, als auch der Block III des Kraftwerks endgültig stillgelegt wurde, wurden die letzten Vorräte der Kohlenhalde aufgebraucht.

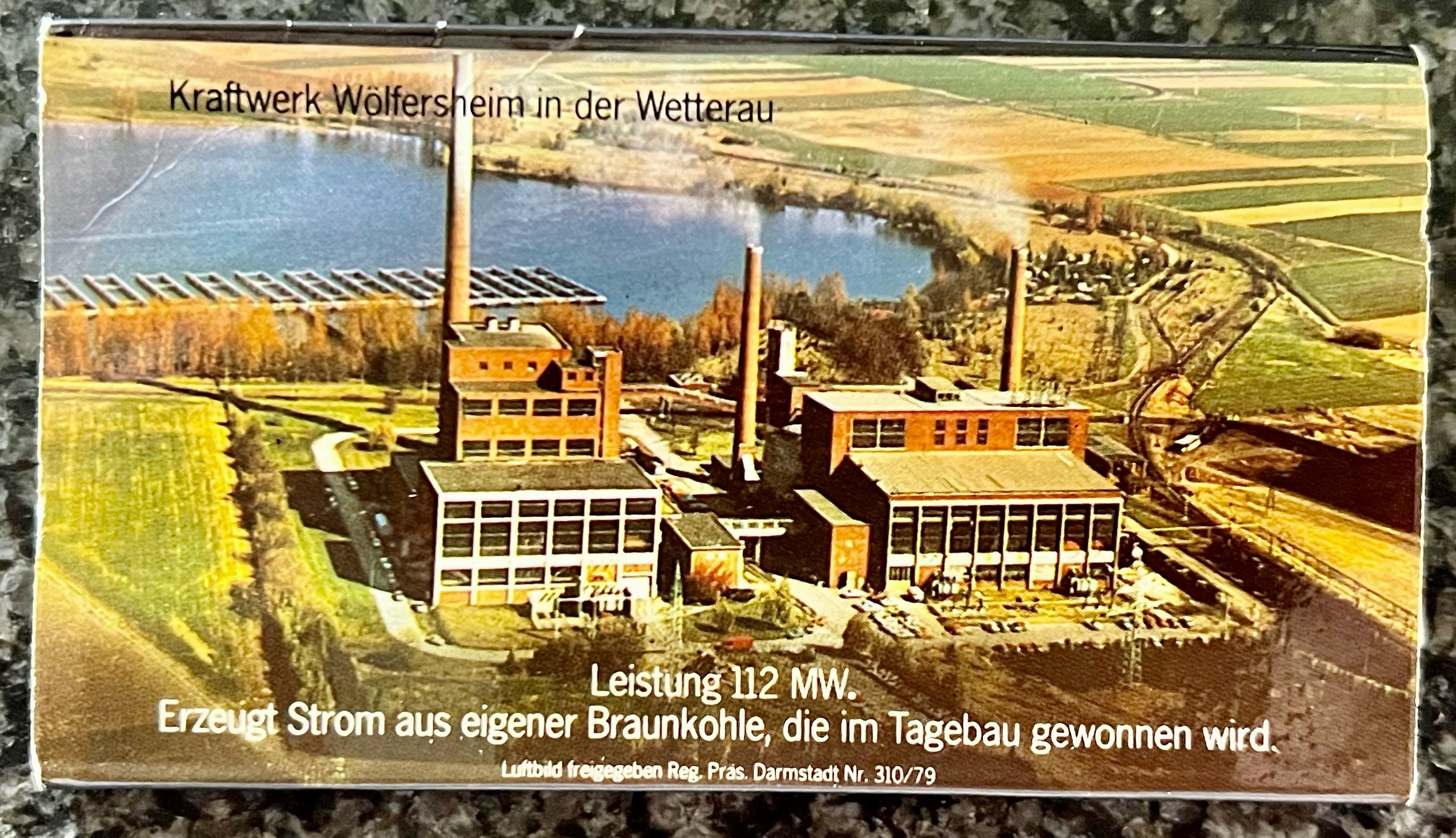
Streichholzschachtel Kopfseite Preußen Elektra Kraftwerk Wölfersheim
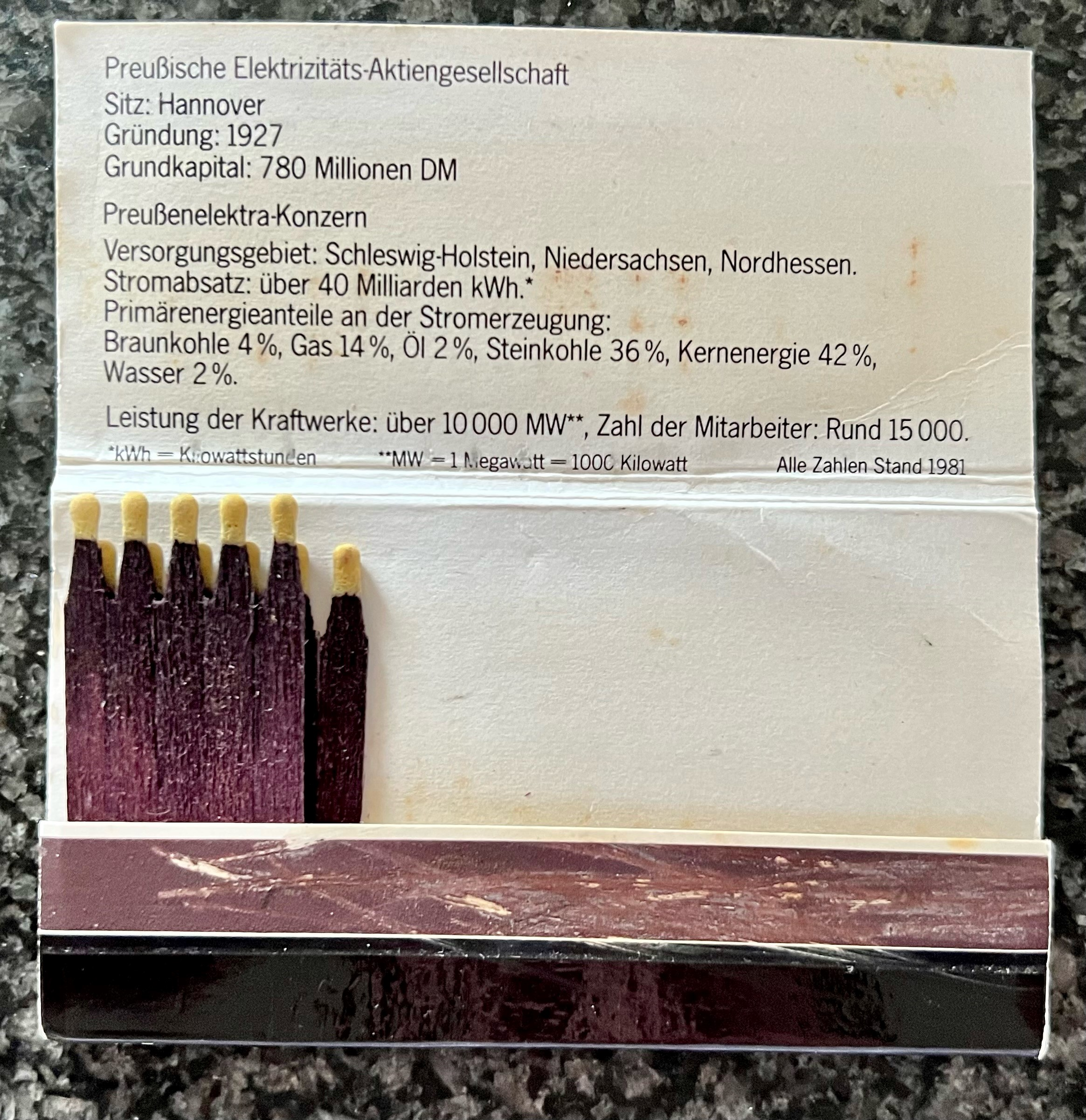
Streichholzschachtel Innenseite Preußen Elektra Kraftwerk Wölfersheim

### Das zweite Umspannwerk

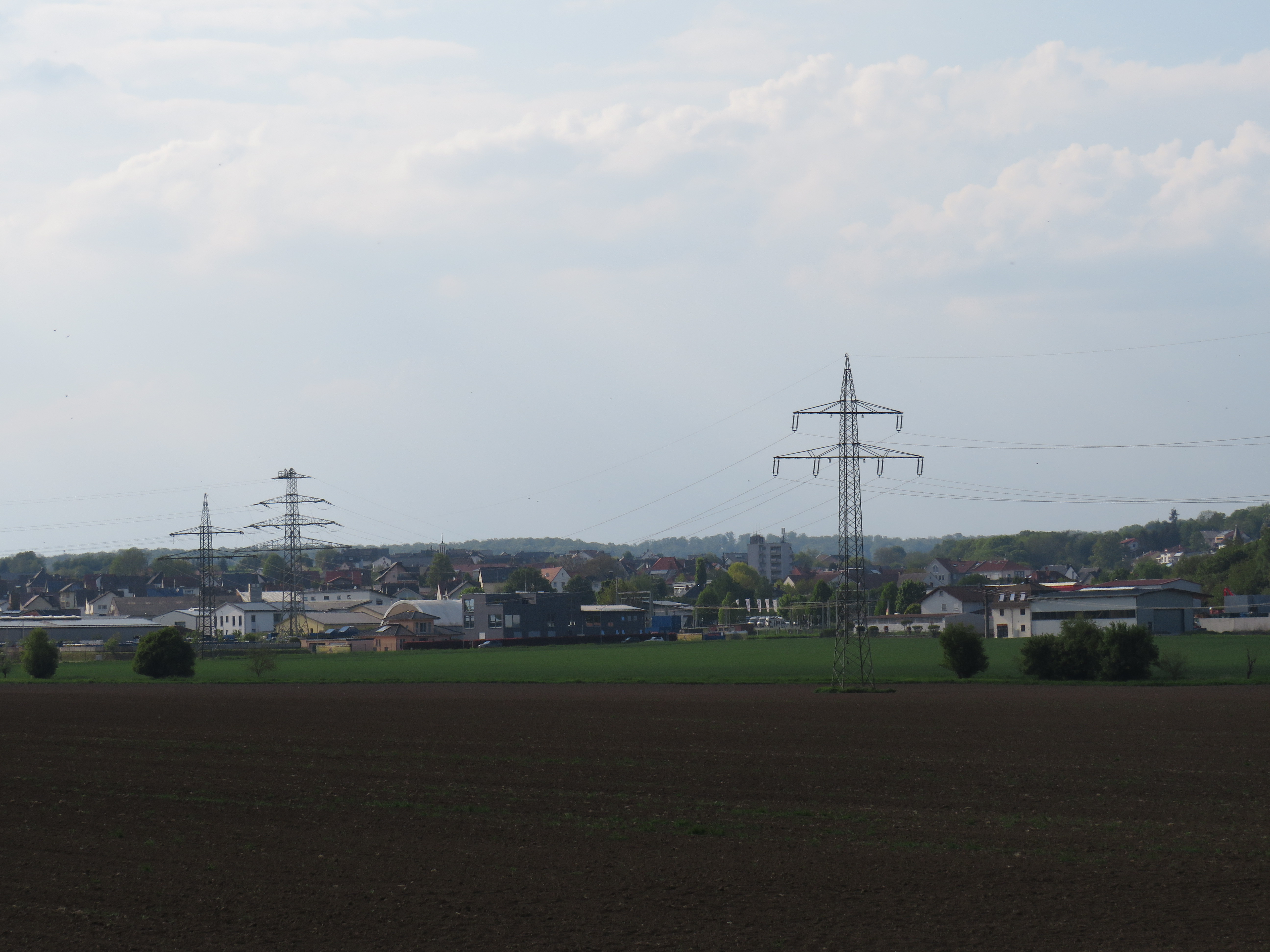
Freileitungen zum Umspannwerk Wölfersheim

Der Bau des neuen Heizkraftwerks ab 1953 machte den Bau eines neuen 110-kV-Umspannwerks nötig. Die bisher bestehende Anlage der PreußenElektra aus dem Jahr 1925 hätte aufgrund ihrer Bauform als Innenraumanlage nicht mehr erweitert werden können. Die Anlage des Überlandwerks Oberhessen (ab 1937 Teil des Zweckverbands Oberhessische Versorgungsbetriebe, seit 1972 OVAG) war nur für die Spannungsebene von 20 kV ausgelegt und ebenso eine Innenraumanlage. Die PreußenElektra baute daher südlich der bestehenden Anlage und westlich des neuen Kraftwerks eine moderne Freiluftanlage. Über diese wurde die im Kraftwerk erzeugte Energie in das Verbundnetz der PreußenElektra und damit auch das deutsche Verbundnetz eingespeist.
Die bestehenden Leitungen aus Gießen, Kelsterbach und Frankfurt wurden in die neue Anlage eingeführt, ebenso wie die neu errichteten 110-kV-Einspeisungen der Kraftwerksblöcke. Die Blöcke I und II hatten je einen 110-kV-Anschluss, die beiden Stromkreise führten über eine zweikreisige Leitung auf Donaumasten entlang des Bahnanschlusses zum Umspannwerk. Auch der Strom aus dem 1962 fertiggestellten Block III wurde über eine derartige Leitung ins Umspannwerk geführt, allerdings war hier nur ein Stromkreis vorhanden und den Donaumasten fehlte die obere Traverse, weshalb die drei Phasen allesamt auf der unteren Traverse geführt werden. Das alte Umspannwerk von 1925 war als 110-/20-kV-Anlage ebenfalls noch in Betrieb und mit zwei Stromkreisen mit der neuen Freiluftanlage verbunden. Hierfür wurden die beiden Kreise über einen Masten der alten Leitung Wölfersheim–Frankfurt nördlich der neuen Anlage geführt.
Mitte der 1960er Jahre wurde Wölfersheim mit dem Nidderkraftwerk in Lißberg über eine zweikreisige 110-kV-Leitung verbunden. Insgesamt dreizehn 110-kV-Kreise waren schließlich in die Anlage eingebunden.
- Butzbach → Leihgestern → Gießen-Nord (2×)
- Wölfersheim OVAG (Altes 110-/20-kV-Umspannwerk) (2×)
- Wölfersheim Block I (Kraftwerkseinspeisung)
- Wölfersheim Block II (Kraftwerkseinspeisung)
- Wölfersheim Block III (Kraftwerkseinspeisung)
- Friedberg OVAG → Friedberg → Wöllstadt → Obererlenbach (2×)
- Frankfurt-Nord (2×)
- Nidda → Büdingen → Lißberg (2×)

Ob die Freiluftanlage damals ein reines Schaltwerk war oder wie heute auch 110-/20-kV-Transformatoren besaß, ist nicht bekannt. Die wichtigsten Leitungsverbindungen waren die Strecken nach Gießen und Frankfurt, da unter anderem dort ein Anschluss ans Höchstspannungsnetz bestand. Da das Kraftwerk allerdings nur auf der 110-kV-Ebene einspeiste, war seine Bedeutung für die Energieversorgung eher von regionaler Natur.

### Abriss
Nach Stilllegung des letzten Blocks wurde zügig mit den Abrissarbeiten begonnen. Das gesamte Streckennetz der Kohlenbahn und der Eisenbahnanschluss des Kraftwerks wurden komplett abgerissen, das alte PreußenElektra-Umspannwerk von 1925 wurde 1993 aufgegeben. Die alte 110-kV-Leitung nach Gießen wurde 1993 abgebaut, die Leitungen nach Kelsterbach und Frankfurt verschwanden ebenfalls um diesen Zeitpunkt. Das Freiluftumspannwerk besteht noch heute, wurde allerdings in seiner technischen Ausstattung reduziert. Die Freileitung nach Lißberg existiert noch in ihrem Originalzustand, die Leitung in Richtung Frankfurt bzw. Friedberg hat heute andere Masten als damals.
Die drei Schornsteine des Kraftwerks (zwei je 50 m hohe und ein 100 m hoher) wurden am 16. und 17. Januar 1996 gesprengt, womit Wölfersheim eins seiner Wahrzeichen verlor. Auch die restlichen Gebäude des Werks wurden nach und nach abgerissen, sodass heute fast nichts mehr an den einstigen Standort erinnert. Das einzige nicht abgerissene Bauwerk sind die Reste der ehemaligen Kühlwasserentnahme im Wölfersheimer See. Bei dieser wurde zwar die Abdeckung entfernt, das Gerüst befindet sich noch heute im See.

## Technische Beschreibung

### Technische Daten
| Block | Inbetrieb- nahme | Stilllegung | Netto- leistung | Generator- leistung | Ausgangs- spannung am Generator | Brennstoff- verbrauch | Kühlwasser- verbrauch | Dampfleistung | Kaminhöhe |
| ----- | ---------------- | ----------- | --------------- | ------------------- | ------------------------------- | --------------------- | --------------------- | ------------- | --------- |
| I     | 1954             | 1981        | 27 MW           | 40 MVA              | 6,3 kV                          | 60 t/h                | 12.000 m³/h           | 110 t/h       | 60 m      |
| II    | 1954             | 1984        | 27 MW           | 40 MVA              | 6,3 kV                          | 60 t/h                | 12.000 m³/h           | 110 t/h       | 60 m      |
| III   | 1962             | 1991        | 58 MW           | 80 MVA              | 10 kV                           | 120 t/h               | 10.600 m³/h           | 210 t/h       | 100 m     |

### Kühlung

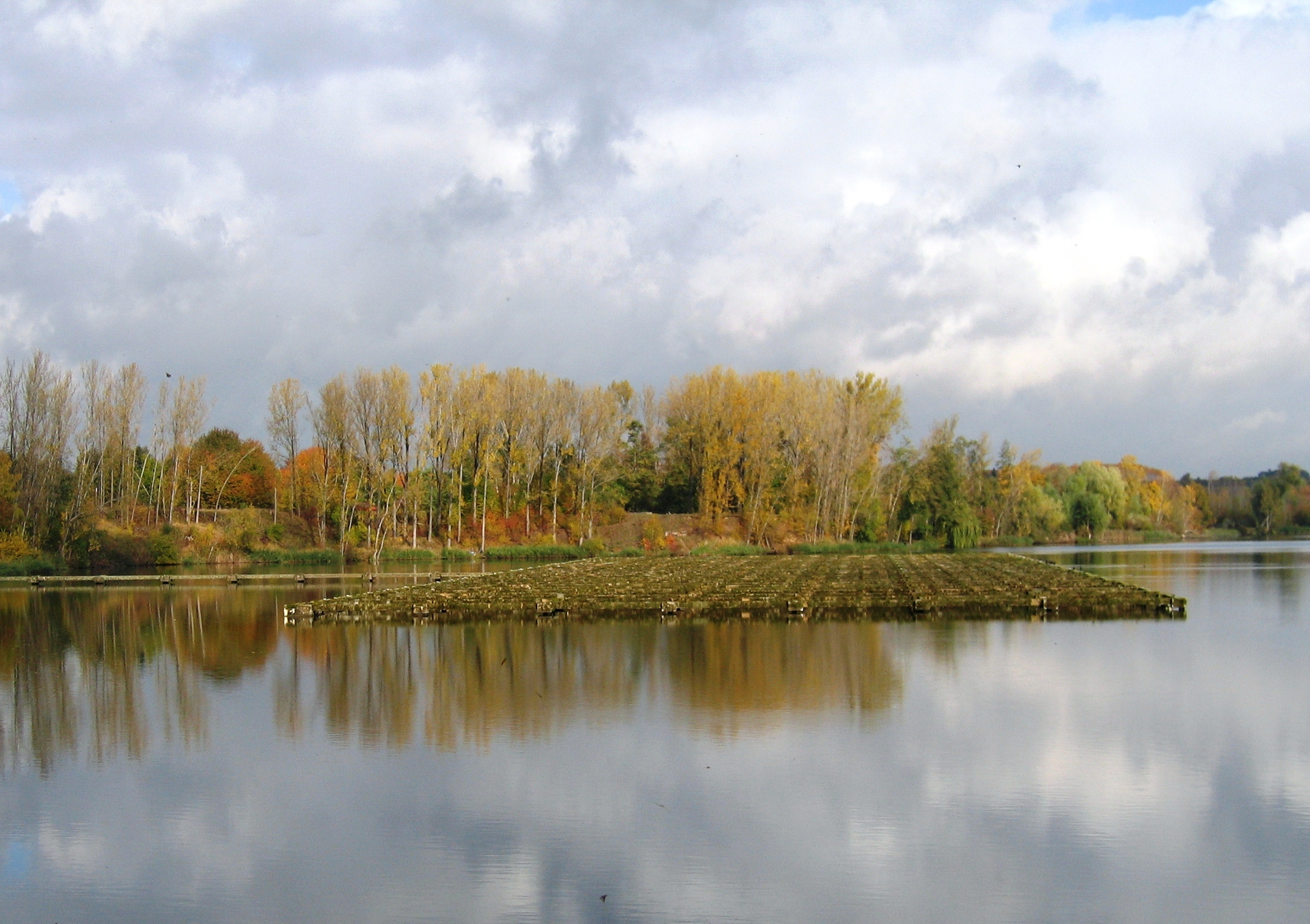
Reste der Kühlanlage im Wölfersheimer See

Wie bei jedem Wärmekraftwerk war auch beim Kraftwerk Wölfersheim eine Kühlung nötig, um nicht nutzbare Abwärme abzuführen. Die hier verwendete Lösung war deutschlandweit nahezu einmalig: Als Kühlbecken diente nicht wie üblich ein Fließgewässer oder ein Kühlturm, sondern der unmittelbar östlich des Standorts gelegene Wölfersheimer See. Eine derartige Kühlung ist in Deutschland normalerweise nicht zulässig, da der Abwärmeeintrag zu einer Aufheizung des Gewässers führt, was eine massive Veränderung des natürlichen Ökosystems zur Folge hat. Hier wurde ausnahmsweise eine Genehmigung erteilt, da es sich bei dem Wölfersheimer See nicht um ein natürliches Gewässer, sondern um das geflutete Restloch eines ehemaligen Tagebaus handelte, wodurch er nur eingeschränkt den Richtlinien zum Gewässerschutz unterlag.
Über eine gitterförmige Rohranlage, deren Reste noch heute im See verbaut sind, wurde das Kühlwasser angezapft und über Rohrleitungen ins Kraftwerk befördert. Das nun aufgeheizte Wasser wurde anschließend per Sprühdüsen zerstäubt und somit über dieselbe Anlage wieder in den See zurückgeführt. Dies hatte zur Folge, dass die Wassertemperatur immer bei etwa 16 °C lag und der See auch in strengen Wintern niemals zufror. Durch die eingetragene Wärme war der See so warm, dass dort ausgewilderte subtropische Zierfische aus Aquarien wie Guppys, Goldfische, Buntbarsche sowie verschiedene Wasserschildkröten als Neozoen dauerhaft überlebten. Nach der Leistungsreduzierung (1984) und sukzessiven Abschaltung des Kraftwerkes (1991) starben diese Arten aufgrund der Abkühlung des Sees wieder aus.

### Werksbahn
Für den Transport der Kohle von den Gruben und Tagebauen ins Kraftwerk und für die Abfuhr der anfallenden Asche betrieb die PREAG eine Grubenanschluss- und Werksbahn mit Schmalspurweite 900 mm.
Die werkseigene Schmalspurbahn bestand aus zwei Strecken:
- die nördliche, etwa 9 km lange Strecke vom Kraftwerk zum Verladepunkt beim Tagebau Utphe (1984 nach Auskohlung des Tagebaus stillgelegt)
- die südliche, etwa 6,3 km lange Strecke vom Kraftwerk zum Verladepunkt bei Reichelsheim (1991 stillgelegt)

Die Verladepunkte wurden aus den umliegenden Tagebauen mit Förderbandanlagen angedient. Auch der Transport von Abraum zwischen den verschiedenen Gruben geschah über Bänder. Die Asche wurde zum Verfüllen des ausgekohlten Tagebaus Heuchelheim genutzt; hierfür gab es etwa in der Mitte der südlichen Strecke ein Gleisdreieck mit Anschluss zur Kippe.
Zur Zeit des Schwelkraftwerkes vor dem Zweiten Weltkrieg wurden Dampflokomotiven eingesetzt, später nur noch Elektro- und Diesellokomotiven:
- Hersteller Krupp, Elektrolok (Typ Boe) mit Motoren von AEG als Kohlezüge und Dieselloks (Typ B-dh) als Arbeitszug
- Hersteller Henschel, Elektrolok (Typ Boe) mit Motoren von SSW als Aschezüge

Beim Kraftwerk gab es auch einen Anschluss an das öffentliche Bahnnetz mit einer kleinen, werkseigenen Anschlussbahn in Normalspur.
Nach der Stilllegung des Betriebes wurden die Gleisanlagen vollständig zurückgebaut; einige der Lokomotiven und Wagen wurden zur Erinnerung als Denkmal (siehe Bilder) aufgestellt.

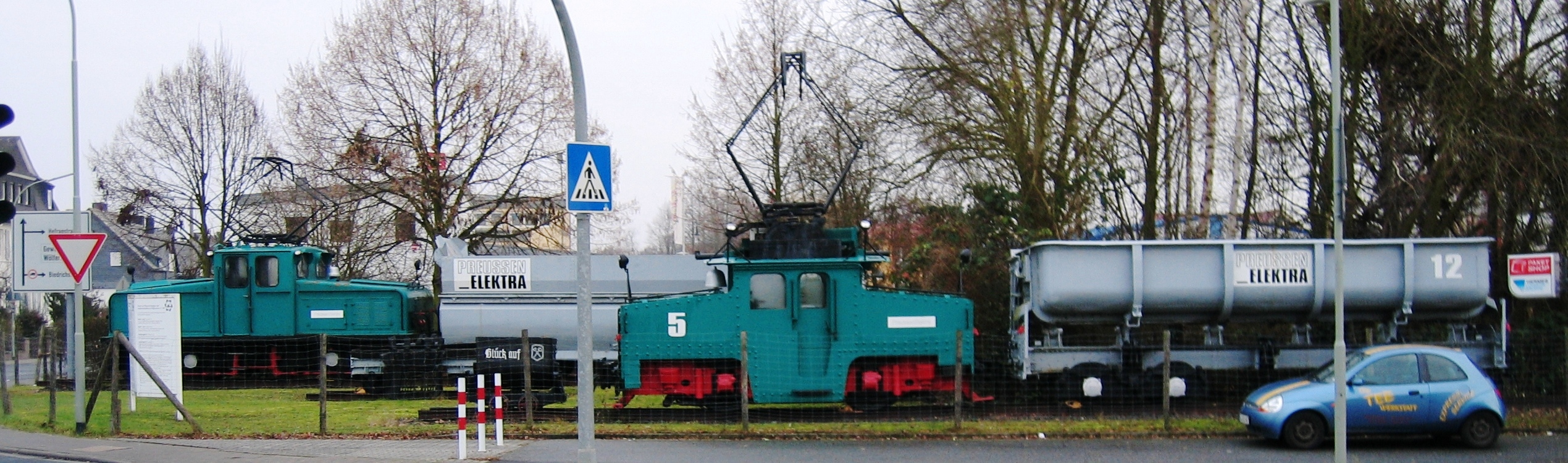
Ehemaliger Kohle- (links im Hintergrund) und Aschezug (rechts im Vordergrund), ausgestellt am Bahnhof Wölfersheim
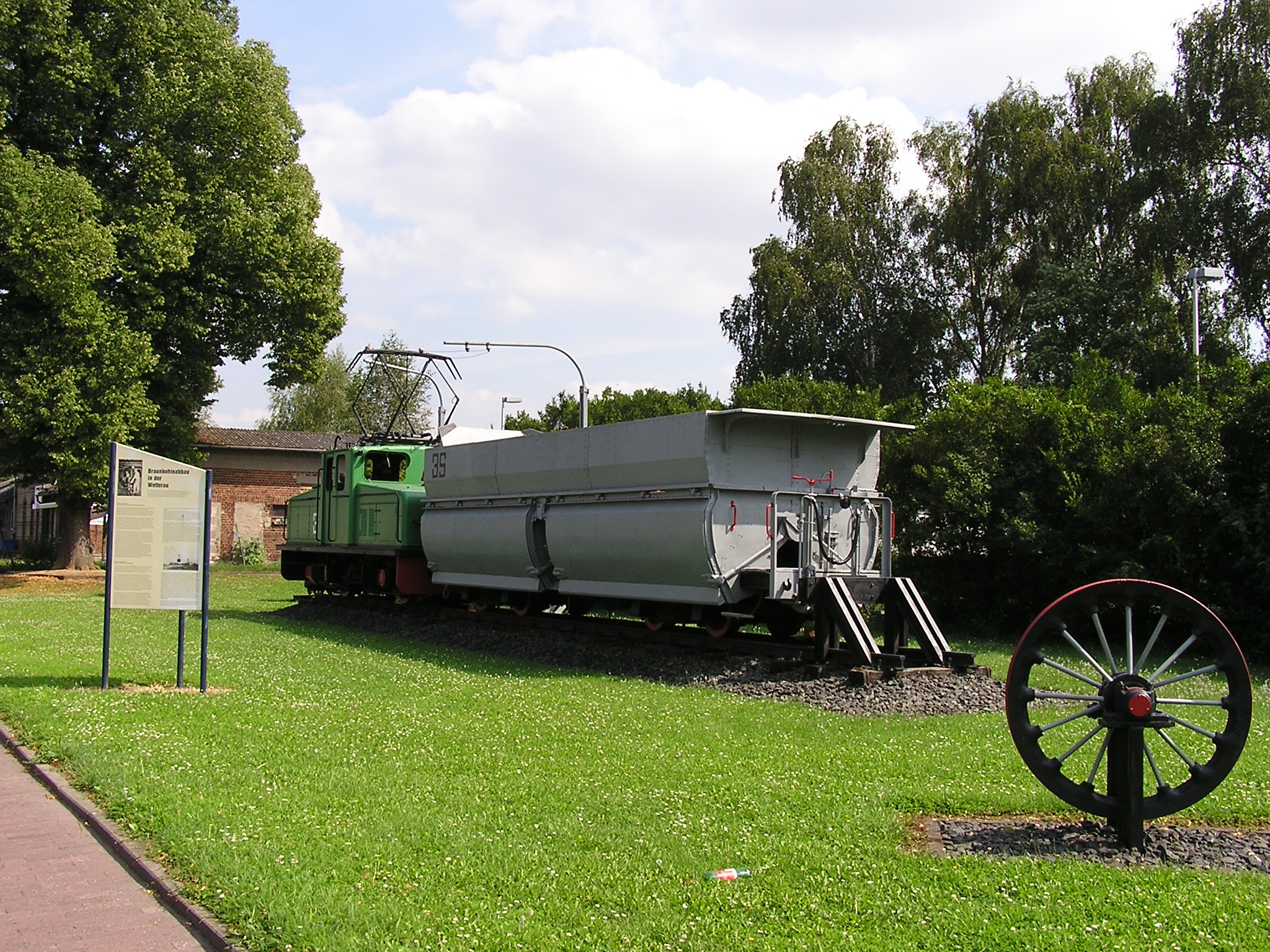
Ehemaliger Kohlezug, aufgestellt als Denkmal in Weckesheim

## Heutige Nutzung

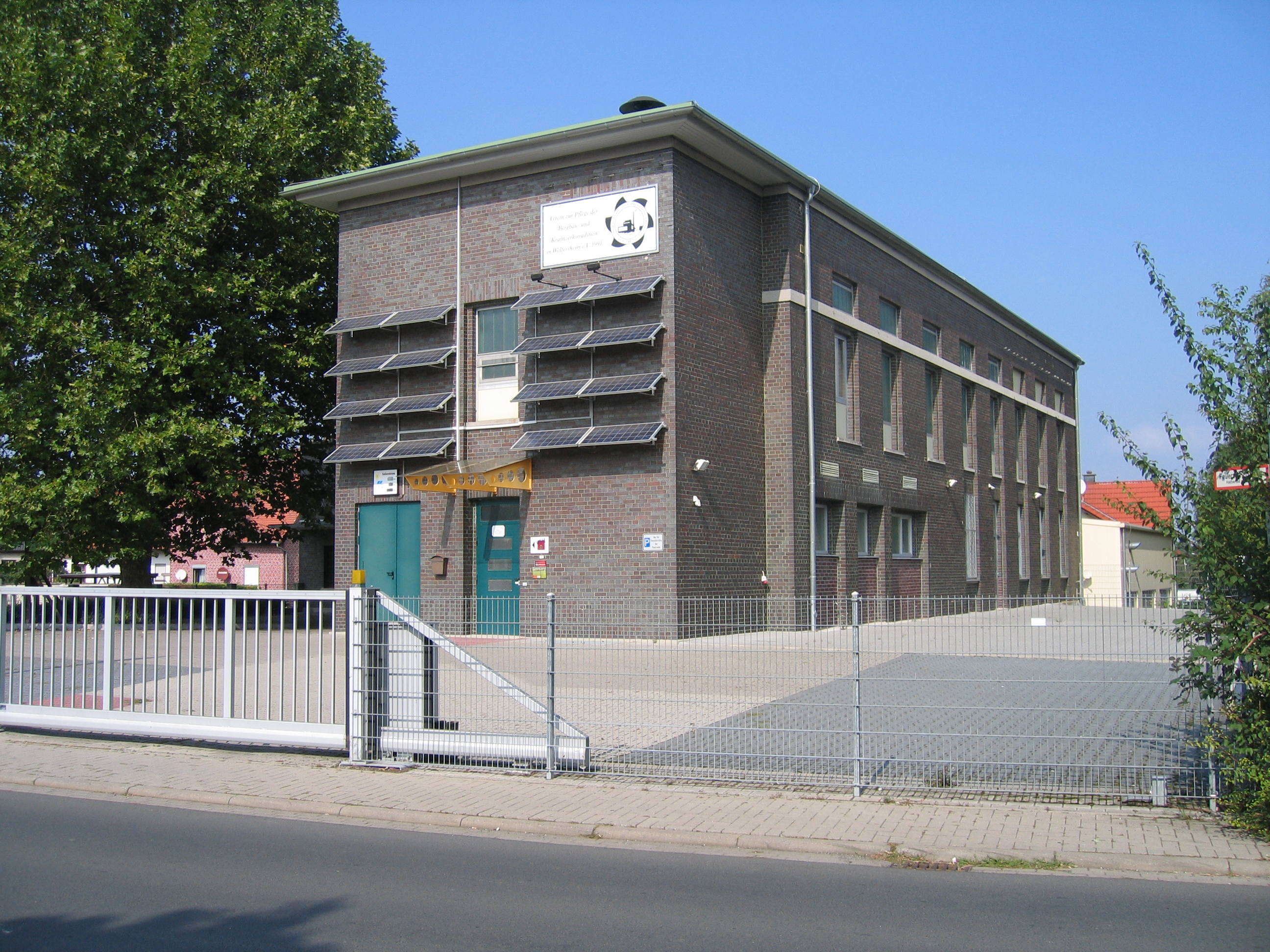
Das ehemalige OVAG-Umspannwerk beherbergt heute neben der Freiwilligen Feuerwehr auch das Energiemuseum

### Wölfersheimer Energie-Museum
Zur Traditionspflege nach der Stilllegung des Kraftwerks- und Bergbaubetriebes in Wölfersheim gründete sich 1991 der Verein zur Pflege der Bergbau- und Kraftwerkstradition in Wölfersheim. Die Mitglieder trugen eine große Sammlung an Erinnerungsstücken aus eigenen Beständen sowie aus den Archiven der HEFRAG und PREAG zusammen.
Die Sammlung wurde zunächst in kleinem Rahmen im Keller des Wölfersheimer Rathauses gezeigt. Als geeigneteren Standort für eine großflächige Präsentation bekam der Verein Räume im als erhaltenswertes Industriedenkmal eingestuften, 1932 erbauten 20-kV-Umspannwerkes der OVAG zur Verfügung gestellt. Im Jahr 2006 wurde dort als ständige Ausstellung das „Wölfersheimer Energie-Museum“ eingerichtet. Das Museum ist jeden ersten und dritten Sonntag im Monat geöffnet. Hier präsentiert der Verein Exponate zur Geschichte des Wölfersheimer Kraftwerkes und des Bergbaus in der Wetterau. Herzstück der Ausstellung ist der originalgetreue Nachbau eines Stollenabschnittes aus originalem Grubenholz aus dem Revier. Zusätzlich zur Geschichte der Kohle werden im Museum auch Ausstellungen zur modernen Energietechnik und insbesondere zu Erneuerbaren Energieformen gezeigt, sowie wechselnde Ausstellungen mit lokalem Bezug. Das Erdgeschoss des alten OVAG-Umspannwerks wird von der Freiwilligen Feuerwehr Wölfersheim genutzt.

### Solarpark

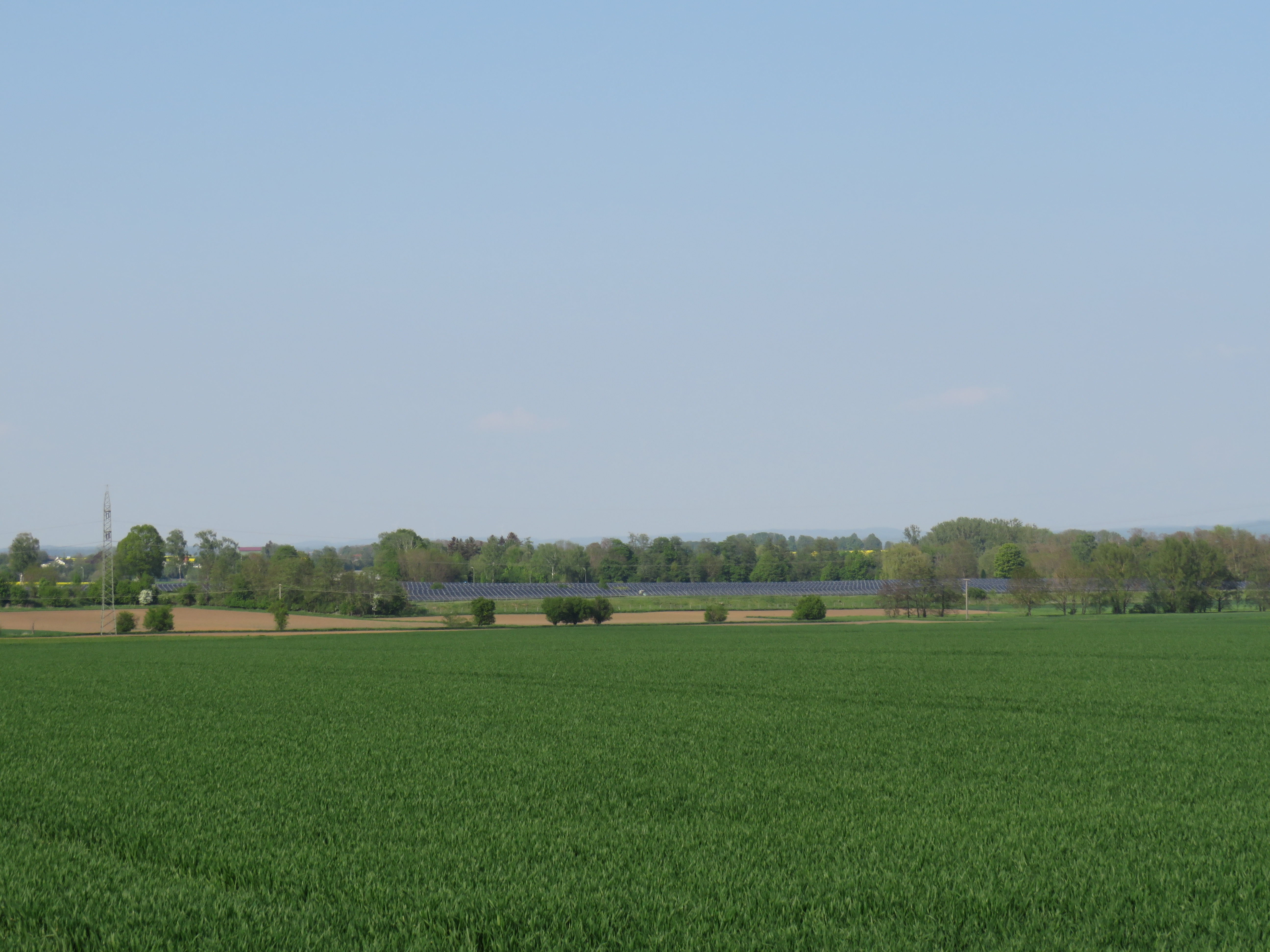
Auf dem Gelände des ehem. Kohlebunkers entstand ein Solarpark

Im Jahr 2012 wurde auf dem ehemaligen. rekultivierten Kraftwerksgelände ein Solarpark errichtet. Hierfür ging die Gemeinde Wölfersheim eine Kooperation mit dem Verteilnetzbetreiber OVAG ein und gründete mit dieser die „Wölfersheim-ovag Energie GmbH“. Insgesamt wurden 7,5 Millionen Euro in dieses Projekt investiert. Gebaut wurde die Anlage durch die SunEnergy Europe GmbH. Der 10 ha große Park mit einer Gesamtleistung von 5,3 MW wurde am 31. Oktober 2012 offiziell eröffnet. Etwa 1500 Haushalte können so mit Energie versorgt werden.